# Tovačovské rybníky
Tovačovské rybníky jsou historická rybniční soustava v blízkosti řeky Moravy u Tovačova. Vznik rybníků v této oblasti se datuje do 2. poloviny 15. století. V 17. a 18. století ale postupně zanikaly a pozemky byly využívány zemědělsky. K obnovení aspoň některých rybníků došlo až po druhé světové válce.

## Historie a popis
Tradice rybníkářství na Tovačovsku sahá až do roku 1464. Za zakladatele prvních rybníků je pokládán Jan Tovačovský z Cimburka. Za Cimburků byly rybníky především součástí obranného systému tovačovské tvrze. Později za Perštejnů přibyly další rybníky, jejichž účelem už bylo hospodářské využívání (kromě Hradeckého rybníka jsou v té době zmiňovány také rybníky Starý, Paní, Zámecký, Skašov, Zvolenov, Žaběnec – dnešní Kolečko). Za třicetileté války ale došlo na řadě rybníků k výrazným škodám a v 18. století byly dokonce všechny zrušeny a přeměněny na pozemky využívané hlavně pro pěstování cukrové řepy. 
Po druhé světové válce postupně došlo k obnovení čtyř rybníků, které tvoří dnešní soustavu. Severně od centra Tovačova leží největší z nich, Hradecký rybník (asi 160 ha, napuštěn v roce 1952), který je křížem vnitřních hrází rozdělený do čtyř částí. Po hrázích vedou cesty s výhledem na vodní plochu i na rákosiny na jejích okrajích. Každoročně se tu přibližně v polovině října koná slavnostní výlov. 
Na východě s Hradeckým rybníkem sousedí Křenovský rybník (16 ha, obnova v roce 1949), u tovačovského zámku je rybník Kolečko (5,6 ha, obnova 1951) a jižně od Tovačova u cesty do Lobodic za obcí Annín je rybník Náklo (6 ha).
Tovačovské rybníky nejsou napájeny přímo z řeky Moravy, ale z Mlýnského náhonu, který je obtéká a je veden téměř souběžně s řekou po její pravé straně. 
V blízkosti Tovačova se nacházejí i další vodní plochy, Tovačovská jezera o celkové rozloze 328 ha vzniklá těžbou štěrkopísků (nazývaná i Skašovská jezera nebo Donbas). Jejich hloubka je až 25 m, využívají se pro rekreační účely a také ke sportovnímu rybaření, jedno z nich i pro zásobování oblasti Přerovska pitnou vodou. 
Působivý výhled na vodní plochy v okolí je ze Spanilé věže, renesanční dominanty tovačovského zámku. Celá oblast je také významným hnízdištěm vodního ptactva a jeho shromaždištěm v době jarních a podzimních tahů.